# Åvaåens søsystem
59°11′N 18°18′Ø / 59.183°N 18.300°Ø
Åvaåens søsystem er et antal søer med fælles afvandingsområde i Tyresta Nationalpark på halvøen   Södertörn (landskapet Södermanland) i Stockholms län  i Sverige. Søsystemet består af seks skovsøer som bindes sammen af Åvaåen som munder ud i Østersøen i Vissvassfjärden. En syvende sø, Årsjön, har også udløb til  søsystemet via Årsjöbäcken.

## Søerne i Åvaåens søsystem
| - Lanan - Långsjön - Mörtsjön - Nedre dammen | - Stensjön - Trehörningen - Årsjön |

## Vandløb i Åvaåens søsystem
- Mörtsjöbäcken
- Årsjöbäcken
- Åvaåen

## Eksterne kilder og henvisninger
- Åvaåns sjösystem (Webside ikke længere tilgængelig) Tyresö kommun